# 维也纳新城城堡
维也纳新城城堡（Burg Wiener Neustadt）是奥地利的一座城堡，位于下奥地利州的维也纳新城。它是建于1751年的特蕾西亚军官学校的所在地，海拔268米。

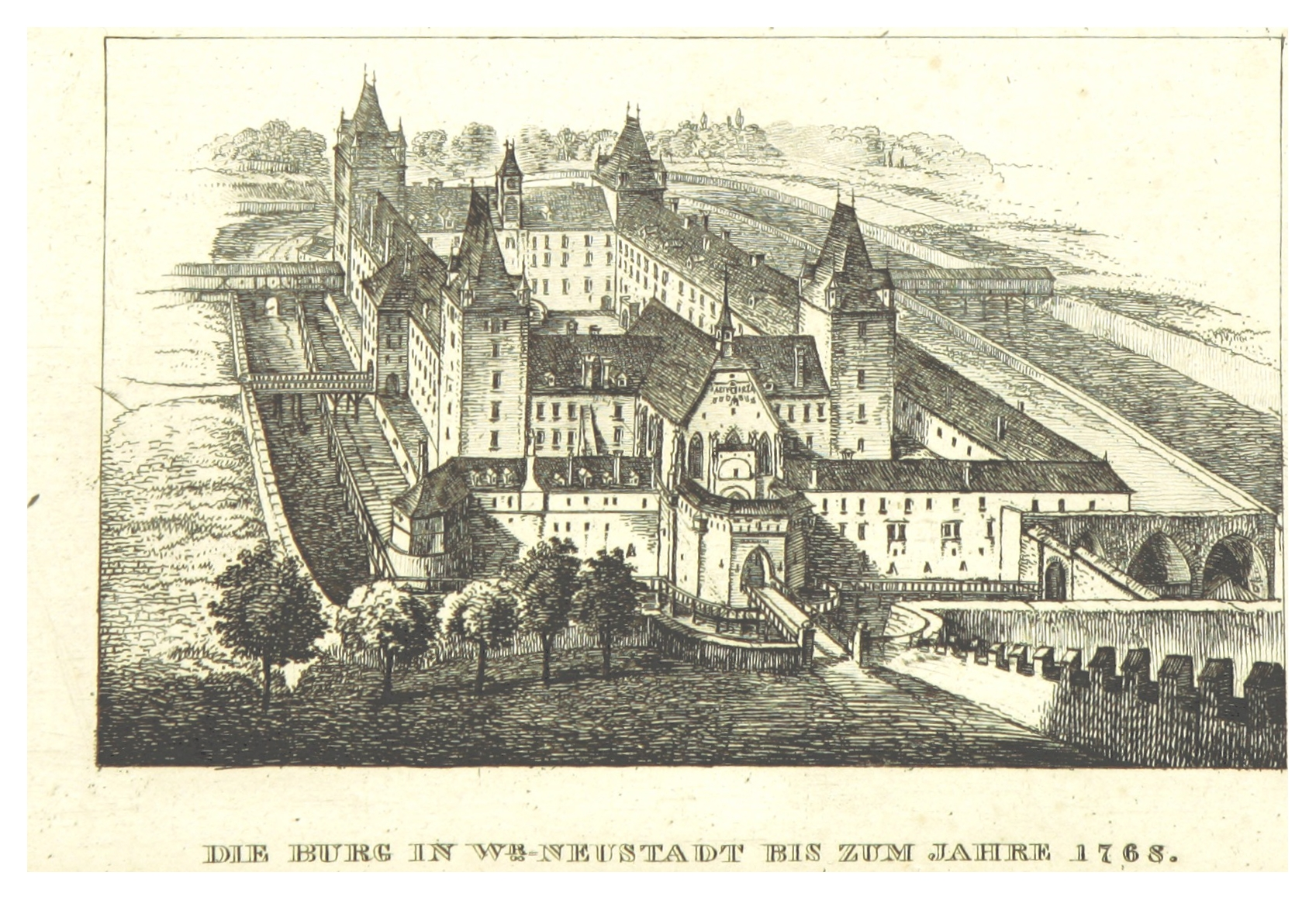

## 附属建筑

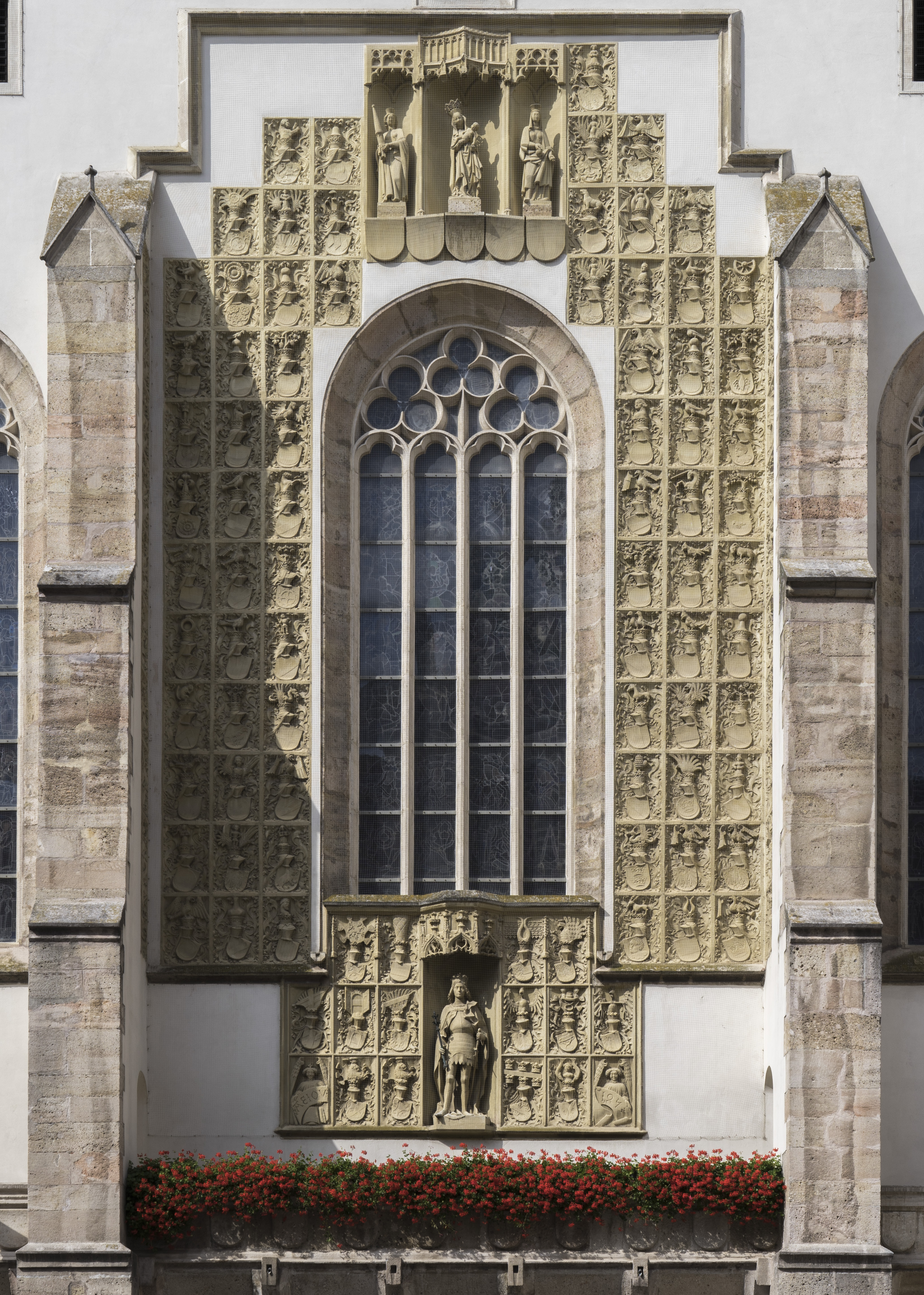

- 圣乔治主教座堂，圣乔治骑士团的总部，天主教奥地利军中教长区的主教座堂。

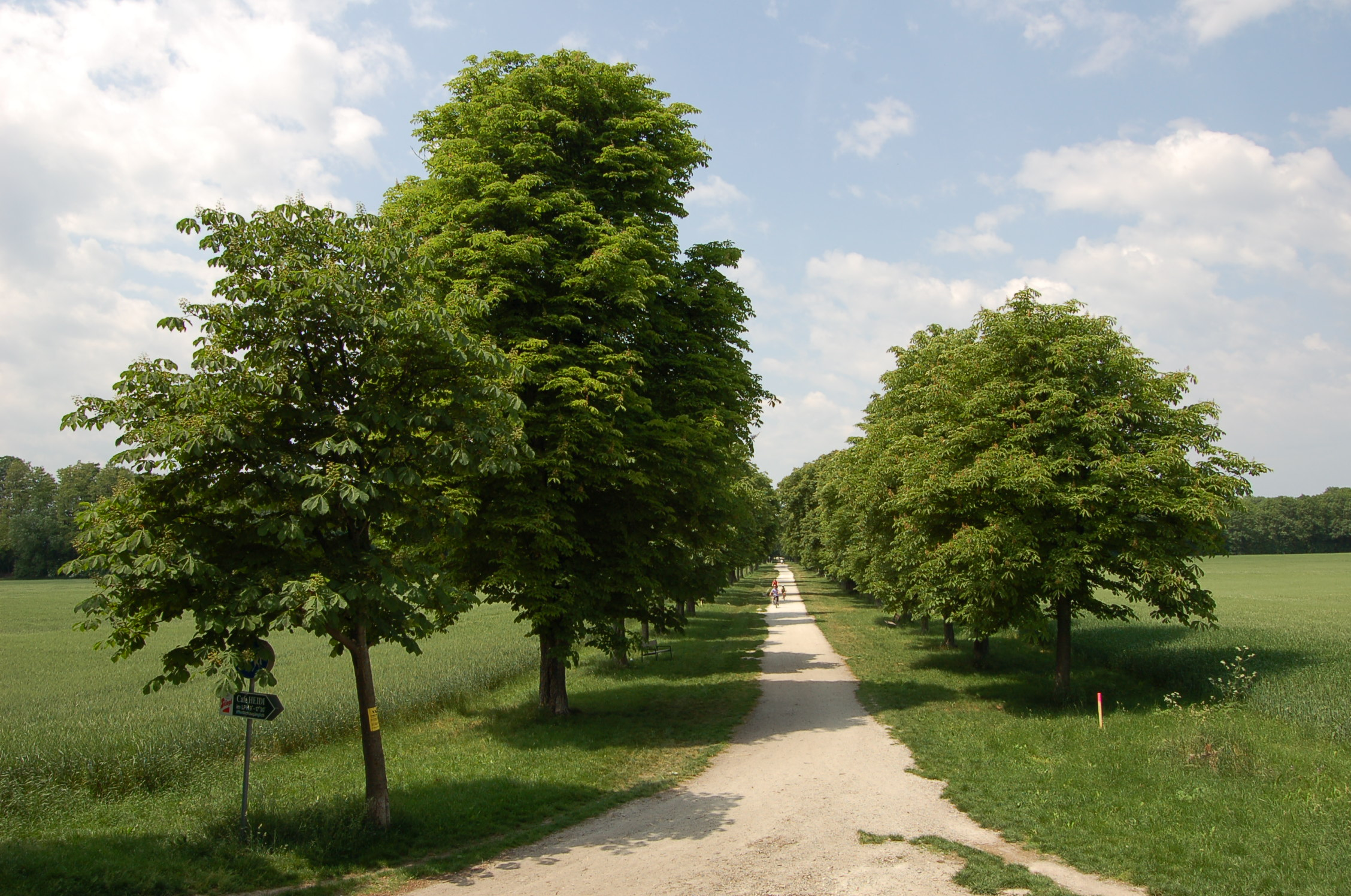

- 学院公园